# Alana Boyd
Pour les articles homonymes, voir Boyd.
Alana Boyd (née le 10 mai 1984 à Melbourne) est une athlète australienne spécialiste du saut à la perche.

## Carrière
Elle est la fille de Ray et Denise Boyd, anciens athlètes australiens médaillés lors des Jeux du Commonwealth et sélectionnés dans l'équipe d'Australie lors des Jeux olympiques de 1972 et 1976. Elle fait ses débuts sur la scène internationale à l'occasion des Championnats du monde de 2007 où elle s'incline dès les qualifications avec un saut à 4,20 m. 
En 2008, l'Australienne s'adjuge son premier titre de championne d'Australie avec 4,45 m. Elle améliore son record personnel fin juillet lors du meeting Herculis de Monaco en franchissant une barre à 4,56 m. Retenue dans l'équipe d'Australie pour les Jeux olympiques de Pékin, elle quitte la compétition dès les qualifications en ne parvenant pas à dépasser la barre de 4,30 m. Elle remporte son second titre national en plein air consécutif en début d'année 2009 (4,35 m).
Alana Boyd se distingue fin 2010 à New Delhi en décrochant la médaille d'or des Jeux du Commonwealth avec un saut à 4,40 m, devançant au nombre d'essais la Chypriote Mariánna Zaharíadi.
Elle améliore son record personnel en début de saison 2011 en franchissant 4,60 m à Perth. En début de saison 2012, elle bat de nouveau son record en le portant à 4,76 m dans la même ville. Elle conserve son titre des Jeux du Commonwealth en 2014 avec 4,50 m.
En 2015, elle se classe 11e de la finale des Championnats du monde de Pékin avec 4,60 m. Le 14 janvier 2016, elle franchit 4,71 m, son meilleur saut depuis 2012. Deux semaines plus tard, elle améliore son record personnel et continental en franchissant 4,77 m. Ce record continental est battu par la Néo-zélandaise Eliza McCartney le 5 mars suivant.
Le 2 juillet 2016, à Sunshine Coast, l'Australienne reprend ce record continental en effaçant une barre à 4,81 m. Le 19 août, Alana Boyd échoue au pied du podium des Jeux olympiques de Rio avec 4,80 m, devancée aux essais par Eliza McCartney.
Elle met un terme à sa carrière sportive le 26 octobre 2016.

## Palmarès
| Date | Compétition                    | Lieu           | Résultat | Marque |
| ---- | ------------------------------ | -------------- | -------- | ------ |
| 2010 | Coupe continentale             | Split          | 6e       | 4,35 m |
| 2010 | Jeux du Commonwealth           | New Delhi      | 1re      | 4,40 m |
| 2012 | Championnats du monde en salle | Istanbul       | 9e       | 4,55 m |
| 2012 | Jeux olympiques                | Londres        | 11e      | 4,30 m |
| 2014 | Jeux du Commonwealth           | Glasgow        | 1re      | 4,50 m |
| 2014 | Coupe continentale             | Marrakech      | 3e       | 4,30 m |
| 2015 | Championnats du monde          | Pékin          | 11e      | 4,60 m |
| 2016 | Championnats du monde en salle | Portland       | —        | DNS    |
| 2016 | Jeux olympiques                | Rio de Janeiro | 4e       | 4,80 m |

## Records
| Épreuve          | Marque | Lieu           | Date           |
| ---------------- | ------ | -------------- | -------------- |
| Saut à la perche | 4,81 m | Sunshine Coast | 2 juillet 2016 |